# Adaequatio rei et intellectus
La formula filosofica Adaequatio rei et intellectus, che significa «corrispondenza tra realtà ed intelletto», secondo Tommaso d'Aquino (1225–1274) era stata usata per la prima volta da Isaac Israeli ben Solomon, (ca. 855-955) filosofo e medico egiziano di cultura ebraica, per indicare che la verità consiste nella corrispondenza, o nell'accordo, tra la realtà e la sua rappresentazione linguistica concettuale. Secondo altri autori l'origine dell'espressione era invece in Avicenna (980-1037) 

## Ascendenza aristotelica dell'espressione
L'espressione usata da Isaac Israeli era la sintesi della concezione aristotelica della verità:
Questa concezione si ritrova ampiamente nella filosofia medioevale, specialmente in Tommaso d'Aquino, seguace della dottrina corrispondentista di Aristotele attenuata con l'osservazione che «cognitum est in cognoscente per modum cognoscentis» («il conosciuto si presenta in chi conosce attraverso modalità particolari di chi conosce»).
(B. Mondin, Manuale di filosofia sistematica: Cosmologia. Epistemologia, vol. I, pag. 263, Bologna, ESD, 1999)
È presente anche con significati alternativi nelle filosofie razionaliste della età moderna, come in Leibniz e Hegel. Nell'età contemporanea è al centro della filosofia analitica basata sulla corrispondenza tra il linguaggio e la realtà.
In particolare il filosofo e matematico contemporaneo Alfred Tarski (1902–1983), uno dei massimi esponenti della Scuola logica polacca, ha fondato la concezione semantica della verità partendo dalla formulazione aristotelica.